# Sistema Nacional de Salud (Cuba)
El Sistema Nacional de Salud cubano depende del Ministerio de Salud Pública de Cuba, que es el organismo encargado de dirigir, ejecutar y controlar la aplicación de la política del estado referente a la salud pública. El Ministerio cubre las funciones de atención médica, asistencia a ancianos y discapacitados, control higiénico - epidemiológico, formación de profesionales y la producción y distribución de medicamentos. Todos los cubanos se atienden gratis. Los gastos que asumen los ciudadanos son los medicamentos para pacientes ambulatorios, las prótesis auditivas, estomatológicas ortopédicas y las lentes, sillas de ruedas, muletas y artículos similares, aunque a precios subsidiados por el Estado, y la mayoría de las personas reciben ayudas extras.
Cuba posee una esperanza de vida bastante superior a la del promedio del continente americano, registrándose miles de adultos mayores que incluso superan los 100 años. Entre las causas de esta situación se destaca el sistema de salud del país caribeño, de calidad, integral, universal, continuo, y gratuito. Por otra parte, la tasa de natalidad de Cuba es una de las más bajas del mundo, y es comparable con otras de países del mundo desarrollado, como los de la Unión Europea.
En el año 2015, Cuba se convirtió en el primer país en alcanzar la eliminación de la transmisión materno-infantil del VIH y la sífilis congénita, condición recertificada en 2017. En 2022 según el Programa Mundial de Alimentos (WFP en inglés) de la ONU, la dieta en los hogares cubanos enfrenta deficiencias significativas en micronutrientes y diversidad. A pesar de los subsidios alimentarios que ofrece el gobierno, muchos cubanos aún no cumplen con las necesidades nutricionales diarias. Esta situación se ve agravada por reformas económicas, como la Tarea Ordenamiento, y una inflación creciente, que ha llevado a una escasez de alimentos básicos. El PMA ha aumentado su colaboración con Cuba, adquiriendo alimentos esenciales para combatir problemas como la anemia en bebés.

## Historia de la salud en Cuba

### Médicos destacados
La medicina occidental moderna ha sido practicada en Cuba por médicos formalmente capacitados desde al menos el comienzo del siglo XIX y la primera clínica quirúrgica se estableció en 1823. Cuba ha tenido muchos médicos de clase mundial, incluido Carlos Juan Finlay, cuyo trabajo titulado "La teoría de la transmisión de la fiebre amarilla" recibió su prueba final bajo la dirección de Walter Reed, James Carroll y Arístides Agramonte Simoni. Durante el período de presencia de los EE. UU. (1898-1902), la fiebre amarilla se eliminó esencialmente gracias a los esfuerzos de Clara Maass y el cirujano Jesse William Lazear.

### Salud en Cuba antes de la Revolución Cubana
En la década de 1950 (época prerrevolucionaria), el número de médicos por cada mil habitantes estaba por encima de Reino Unido, Francia y los Países Bajos. En América Latina ocupó el tercer lugar después de Uruguay y Argentina. Sin embargo, persistieron marcadas desigualdades. La mayoría de los médicos de Cuba tenían su base en ciudades y pueblos regionales relativamente prósperos, y las condiciones en las áreas rurales, especialmente en Oriente, eran significativamente peores. La tasa de mortalidad fue la tercera más baja del mundo. Según la Organización Mundial de la Salud, la isla tenía la tasa de mortalidad infantil más baja de América Latina.
El Banco Mundial en 1950 observó: "Las enfermedades no son un problema serio en Cuba, pero la salud lo es". La mayor parte de los niños de los campos sufrían de parásito intestinal. El 60% de los doctores y 80% de las camas de los hospitales estaban en La Habana, nada más había un hospital en Cuba en zonas del campo, 4 de 5 trabajadores campesinos recibían atención médica si la pagaban, que indica que la mayor parte no tenía acceso a los cuidados de salud. [cita requerida]
Según un informe del Departamento de Estado de los Estados Unidos, en 1957 Cuba ocupó el tercer lugar en América Latina y estaba por delante de países europeos como el Reino Unido o Finlandia en términos de médicos y odontólogos per cápita. El informe también indica que: "Desgraciadamente, el anuario estadístico de la ONU ya no publica estas estadísticas, lo que no permite comparar al sistema de 1957 con el actual; no obstante, es completamente erróneo caracterizar a la Cuba pre-revolucionaria como un país atrasado en cuanto a la provisión de asistencia sanitaria". En 1958 Cuba disponía de 5.3 camas hospitalarias por 1000 habitantes, cifra considerablemente mayor a la del resto de los países latinoamericanos.

### Salud en Cuba durante la Revolución Cubana
En el contexto de la prohibición de importar equipos médicos de Estados Unidos y de países aliados de Estados Unidos, comenzaron a desarrollarse las relaciones con los países socialistas. 
El 12 de julio de 1972, Cuba pasó a formar parte del CAME, tras lo cual se aceleró el desarrollo de la industria médica. En 1973, especialistas soviéticos crearon un jardín botánico en Cuba, donde comenzaron a cultivar 13 especies de plantas medicinales.
En esa época también comenzaron a utilizarse en Cuba nuevos equipos médicos procedentes de Europa del Este (por ejemplo, en 1981, Cuba comenzó a utilizar los más modernos respirador artificial fabricado en Bulgaria).
Con la ayuda de Polonia se construyó una planta para la producción de furfural (esta sustancia se utiliza para fabricar medicamentos).

Entre 1980 y 1985, se fundaron instituciones como el Centro de Ingeniería Genética y Biotecnología, el Centro Nacional de Investigaciones Científicas, el Cardiocentro de Cirugía Infantil William Soler (mayor del mundo), el Centro de Inmunoensayo y el Centro de Trasplantes y Regeneración del Sistema Nervioso. Se logró crear un equipo de resonancia magnética con sistema Evalimage para la visualización y análisis termográfico de imágenes y el bisturí láser cubano. En Cuba se comenzaron a realizar trasplantes de riñón, hígado, corazón y corazón-pulmón. También se efectuaron aportes a la medicina como la vacuna contra la meningitis meningocócica, el interferón alfa leucocitario humano, el descubrimiento de una sustancia que cura el vitíligo y la obtención del factor de crecimiento epidérmico. 

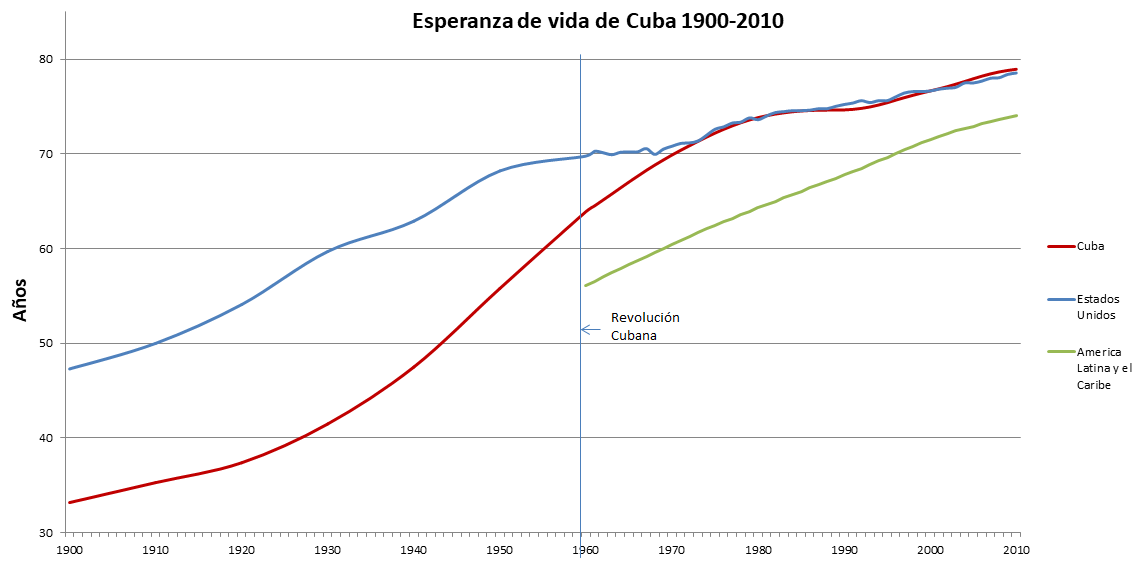
Esperanza de vida de Cuba

Las sanciones económicas también tienen un impacto en el campo de la salud. En efecto, cerca del 80% de las patentes depositadas en el sector médico provienen de las multinacionales farmacéuticas estadounidenses y sus subsidiarias y Cuba no puede tener acceso a ellas. El Alto Comisariado para los Derechos Humanos de las Naciones Unidas subraya que «las restricciones impuestos por el embargo han contribuido a privar a Cuba de un acceso vital a los medicamentos, las nuevas tecnologías médicas y científicas».
| Años                | 1900 | 1910 | 1920 | 1930 | 1940 | 1950 | 1960 | 1970 | 1980 | 1990 | 2000 | 2010 |
| ------------------- | ---- | ---- | ---- | ---- | ---- | ---- | ---- | ---- | ---- | ---- | ---- | ---- |
| Cuba                | 33,2 | 35,3 | 37,4 | 41,5 | 47,5 | 55,8 | 63,9 | 69,8 | 73,8 | 74,6 | 76,6 | 78,9 |
| Aumento por década  |      | 2,1  | 2,1  | 4,1  | 6,0  | 8,3  | 8,1  | 5,9  | 4,0  | 0,8  | 2,0  | 2,3  |
| América Latina      |      |      |      |      |      |      | 56,0 | 60,4 | 64,2 | 67,7 | 71,5 | 74,0 |
| Diferencia con A.L. |      |      |      |      |      |      | 7,9  | 9,4  | 9,6  | 6,9  | 5,1  | 4,9  |

## Instituciones del Sistema Nacional de Salud
- Hospitales: 286
  - 83 Generales
  - 18 Ginecobstétricos
  - 18 Materno - infantiles
  - 64 Rurales
  - 43 Especializados
- Hogares de ancianos: 197
- Casas de Abuelos (solo diurnos): 67
- Hogares de impedidos: 38
- Hogares maternos: 289
- Bancos de sangre: 27
- Cardiocentros: 6
- Centros coordinadores de Emergencia Médica: 10
- Farmacias: 1.961
- Institutos de investigación: 13
- Unidades de ciencia y técnica: 37

### Estadísticas (2003)
- Camas: 80.528 (7,3 por 1000 habitantes)
- Asistencia Médica: 66.263 (6,0 por 1000 habitantes)
- Asistencia Social: 14.265 (1,3 por 1000 habitantes)
- Policlínicos: 436
- Policlínicos de urgencia: 122
- Consultorios familiares: 14.434
- Clínicas estomatólogicas: 166
- Unidades de cuidados intensivos: 91
- Institutos y Facultades de Medicina: 32

#### Indicadores de salud
- Esperanza de vida al nacer: 77,79 años
- Tasa de mortalidad infantil: 4,8 por mil nacidos vivos.[21]
- Mortalidad de menores de 5 años: 8,0 por mil nacidos vivos.
- Tasa de mortalidad materna: 3,51 por mil nacidos vivos.
- Habitantes por médico: 1 por 170
- Consultas médicas por habitante 6,4
- Población atendida por el médico de la familia 99,1%

#### Indicadores del capital humano en salud
Total de Trabajadores de la salud: 491 360. Representan 13.2% del Total de trabajadores del país
- 1 Enfermera cada 126 habitantes.
- 1 Médico cada 159 habitantes.
- 1 Estomatólogo por cada 1 066 habitantes.
- 1 Endoscopista uterino por cada 200 habitantes.

## La mortalidad infantil
El programa de atención materno infantil ha logrado, entre otras metas, la disminución de la mortalidad infantil y materna, debido a los cuidados desde la concepción hasta la inmunización de los niños, que son vacunados contra 13 enfermedades. Cuba ha sido el primer país de Latinoamérica que cumplió con las metas de la atención médica primaria según la estrategia internacional de Alma Ata, adoptada en 1978.
Cuba en 2008 tiene el porcentaje más reducido de mortalidad infantil en los países en desarrollo, según estudios de UNICEF, quedando en una posición de país desarrollado y 9 de sus provincias tienen una tasa aún más baja que la media nacional. Cuba había ya logrado obtener en 2007 los índices de mortalidad infantil más bajos de toda su historia, alcanzando a Estados Unidos y solo siendo superada por Canadá en toda América. (los datos pertenecen al estudio Estado mundial de la infancia 2007 de la UNICEF). La tasa del aborto de Cuba ocupa el tercer lugar de los 60 países estudiados. En 2008, menos de 5 niños de cada 1000 nacidos vivos mueren. Las principales causas de muerte son:
- Accidentes (46 casos en el 2006);
- Tumores malignos (26 casos en 2006);
- Malformaciones (24 casos en 2006);
- Influenza y neumonía (25 casos en 2006);
- Meningitis (5 casos en 2006).

En 2009, la cifra se estabiliza en 4,8 y supera por primera vez a Canadá, en este indicador.

## Enfermedades erradicadas
- Poliomielitis en 1962
- Paludismo en 1967
- Tétanos neonatal en 1972
- Difteria en 1979
- Meningoencefalitis posparotiditis en 1989
- Síndrome rubéola congénita en 1989
- Sarampión en 1993
- Tos ferina en 1994
- Rubéola en 1995
- Desnutrición infantil en 2009[33]

La Organización Panamericana de la Salud (OPS), ha destacado los alcances de las políticas de salud:

Cuba ha implementado acciones para contener –y en 11 casos eliminar– enfermedades inmunoprevenibles, respondiendo así a varias resoluciones de la OPS. 

También se han enfrentado las enfermedades transmisibles hasta llegar a ser el primer país del mundo en certificar la eliminación de la transmisión vertical del VIH y la sífilis congénita...

Los éxitos de Cuba en materia de salud son reconocidos mundialmente y dan 
cuenta de un nivel de compromiso consecuente y sistemático con el desarrollo de 
la salud.

La relevancia de Cuba como fuente de inspiración para avanzar en la Estrategia de Salud Universal, según se define en la resolución aprobada por los Estados Miembros de la Organización Panamericana de la Salud (OPS), es indiscutible y está avalada tanto por sus logros en materia de salud como por la fortaleza y resiliencia de su Sistema Nacional de Salud (SNS). OPS/OMS, 2018.

En Cuba, el acceso a la salud y la cobertura universal de salud descansan sobre tres principios clave: la salud como derecho humano, la equidad y la solidaridad. Muchos de los indicadores de salud cubanos están entre los mejores de la Región. OPS/OMS, 2018

## El profesional médico en Cuba

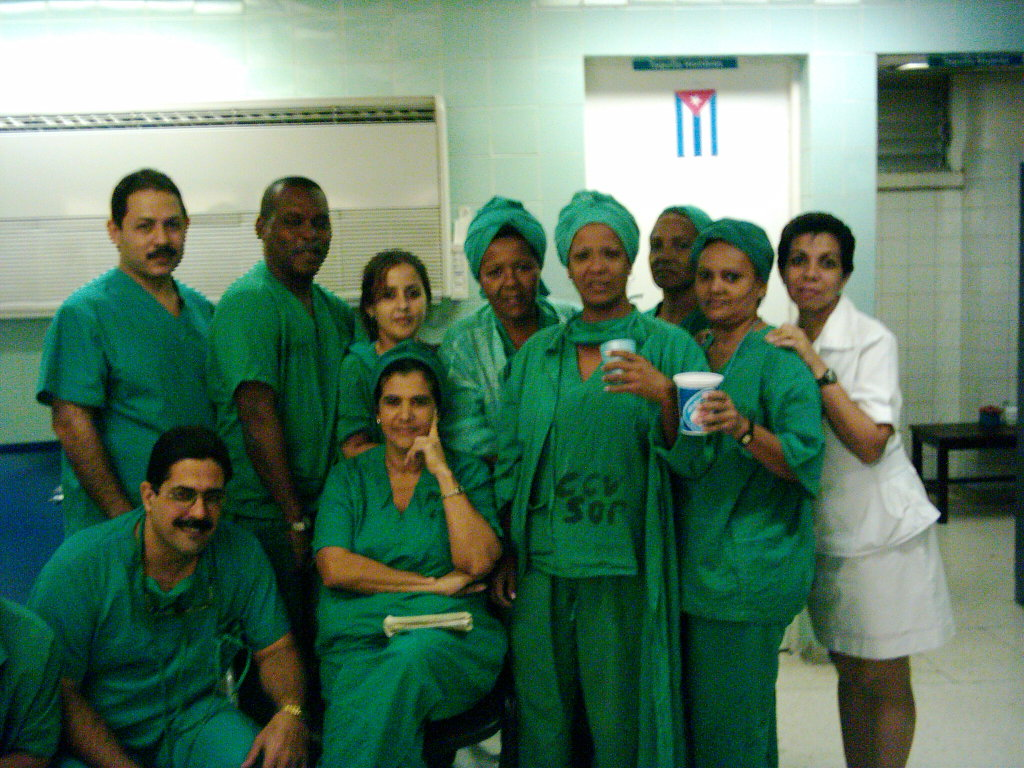
Médicos cubanos

Según la Organización Mundial de la Salud, hay un doctor por cada 170 residentes en Cuba. Históricamente, Cuba ha tenido un alto número de médicos; en 1957, Cuba ocupaba el tercer lugar en América Latina y estaba por delante de muchos países de Europa. También ha tenido numerosos centros de educación médica, después de esa fecha, el número de médicos cayó de 6.000 a solo 3.000; con los años se ha recuperado el número de facultativos, sobrepasando en el 2000 los 66.000. En el año 2002, el salario mensual medio de un médico era 261 pesos. El salario de un médico es el equivalente de 10 a 15 pesos americanos, según la tasa de cambio oficial. Hay que tener en cuenta, no obstante, que los precios en Cuba son también muy bajos, como los de medicinas. Recientemente, Cuba batió un récord histórico formando médicos, matriculándose 200.000 alumnos nacionales y extranjeros.

### Situación Actual
Bastantes médicos aplican tanto terapias tradicionales como acupuntura, fitoterapia u otras; por ejemplo, se usa analgesia acupuntural inclusive en cirugías mayores, sobre todo en casos en que la salud del paciente desaconseja anestesia general. De acuerdo con datos del Ministerio de Salud, ese método se usó en más de 24.000 operaciones entre 2001 y 2002. El uso de medicinas alternativas es algo polémico ya que hay muchos críticos dentro la profesión médica que sostienen que los tratamientos alternativos suelen ser inferiores a los tratamientos comunes o modernos.

#### Crisis del Sistema Sanitario
Durante el año 2022, el sistema de salud pública de Cuba enfrentó una crisis sin precedentes que llevó a la renuncia masiva de su personal. Según cifras de la Oficina Nacional de Estadística e Información (ONEI), más de 12,000 médicos abandonaron el Sistema de Salud Pública, reduciendo el total de 106,131 galenos en 2021 a 94,066 al cierre de 2022. Esta disminución ha tenido un impacto directo en la relación médico-paciente, incrementando el número de habitantes que corresponden a cada médico.
El Ministerio de Salud Pública (MINSAP) también reportó una disminución en su personal facultativo. De 312,406 trabajadores en este sector al inicio del año, solo 281,098 permanecieron al final, lo que se traduce en una diferencia de 31,308 personas. La crisis no solo afectó a los médicos, sino también a otros profesionales de la salud, como enfermeros, estomatólogos y técnicos.
La falta de personal en los hospitales cubanos ha generado innumerables quejas por parte de los ciudadanos, quienes padecen la ausencia de especialistas y enfrentan largas filas y escasez de insumos médicos para recibir tratamiento adecuado. Mientras el régimen cubano envía a cientos de médicos en misiones internacionales, generando ingresos para el estado, la situación en la isla se agrava.
Uno de los casos más resonantes fue el de Alina Arcos Fernández-Brito, doctora del Hospital Calixto García en La Habana. En un comunicado público, anunció su decisión de abandonar su profesión debido a la falta de recursos y herramientas para tratar enfermedades. Además, expresó su insatisfacción con el salario insuficiente para "vivir con un mínimo de dignidad o decoro", una crítica que resuena en el sector y que refleja una problemática recurrente en el país.

### Reconocimiento a Médicos Cubanos Durante la Pandemia de COVID-19
En el contexto de la pandemia de COVID-19, se registró un acto de reconocimiento hacia el personal sanitario de Cuba. A las nueve de la noche de un domingo, se llevó a cabo una ovación en todo el país dirigida a estos profesionales, que enfrentan tanto el riesgo del virus como desafíos adicionales, incluidos los bajos salarios y las condiciones infraestructurales de los hospitales.
El sistema de salud cubano ha sido promocionado durante décadas por el gobierno como un modelo a seguir a nivel internacional debido a su gratuidad y extensión. Sin embargo, en la práctica, hay informes que indican dificultades como el deterioro de las instalaciones hospitalarias y la necesidad de que los pacientes provean insumos básicos.
Los médicos cubanos, acostumbrados a trabajar en condiciones de limitación de recursos, han sido solicitados para asistir en la respuesta a la pandemia en más de 40 países. A pesar de la demanda internacional de estos profesionales, hay preocupaciones en cuanto a las condiciones laborales y la distribución de sus salarios cuando trabajan en el extranjero, ya que una considerable porción es retenida por el gobierno cubano.
Mientras los médicos cubanos son enviados al extranjero para asistir en misiones médicas, a nivel interno, los salarios en el sector salud, aunque han sido incrementados en los últimos años, siguen siendo considerados bajos en relación con los precios de productos básicos en Cuba.

## Medicina Personalizada
A pesar de las adversidades y la crisis en el sistema de salud cubano, en 2022 el Gobierno de Cuba anunció su intención de avanzar en el desarrollo e implementación de la "medicina personalizada", una estrategia de atención médica vanguardista. La doctora Beatriz Marcheco Teruel, directora del Centro Nacional de Genética Médica, informó en una Mesa Redonda que esta modalidad de atención se centrará en identificar peculiaridades genéticas individuales, lo que permite comprender predisposiciones a ciertas enfermedades o resistencias a otras.
La doctora Marcheco Teruel destacó que esta nueva visión médica se aleja del enfoque tradicional centrado en enfermedades y, en cambio, se enfoca en el individuo y su contexto genético. Puso como referencia las iniciativas desarrolladas en Estados Unidos en 2016 y mencionó que desde entonces, 16 países europeos y varios en Asia y Oceanía han adoptado estrategias similares. Ahora, a pesar de las limitaciones tecnológicas, Cuba busca sumarse a esta lista.
Para la implementación de la medicina personalizada en Cuba, se han identificado áreas estratégicas como la formación de un marco regulatorio y ético, el desarrollo de biomarcadores para diagnóstico, la creación de bancos de muestras biológicas, y el fortalecimiento de tecnologías de información y formación de recursos humanos.
A pesar de estas ambiciosas propuestas, la iniciativa ha sido recibida con escepticismo por una parte de la población. Las críticas y preocupaciones se centran en la actual escasez de medicamentos y tratamientos básicos en Cuba, lo que hace cuestionar la viabilidad y priorización de la medicina personalizada en el contexto actual.
Según una investigación del DIARIO DE CUBA en 2018, aunque Cuba tiene una alta proporción de médicos por cada mil habitantes, ha experimentado una disminución significativa en el número de médicos en atención primaria en menos de una década. Además, el país ha enfrentado desafíos como el cierre de infraestructuras médicas, desabastecimiento en farmacias y un aumento de enfermedades relacionadas con insalubridad.
El desequilibrio entre la exportación de servicios médicos y la inversión en salud pública interna ha sido señalado como una de las causas subyacentes de la crisis. La población cubana ha expresado continuamente su preocupación por la falta de tratamientos adecuados y el alejamiento entre la propaganda oficial y la realidad del sistema sanitario en el país.

## Salud cubana y el sistema internacional
En 2005 los gobiernos de Venezuela y Cuba se proponen la graduación de 200.000 médicos, para satisfacer la demanda sanitaria en países pobres. 14.140 estudiantes de 20 naciones: Bolivia, El Salvador, Venezuela, Argentina, Perú, Brasil, México, Colombia, Nicaragua, Ecuador, Paraguay, Guatemala, Timor Leste*, Honduras, Pakistán*, Guyana y otros. Distribuidos en las provincias de: Pinar del Río, Cienfuegos, Matanzas y el Municipio Especial Isla de la Juventud.
- Timor Leste: aunque queda en Oceanía a 72 km al norte de Australia, está incluido en este programa por acuerdo entre el gobierno de Cuba y el de Timor, para solventar los graves problemas en el área de la salud de este último.

- Pakistán: a raíz del terremoto ocurrido en Cachemira, el gobierno cubano envió un contingente de más de mil médicos internacionalistas cubanos llamado Henry Reeve (en honor a un estadounidense que luchó por la independencia de Cuba en la Guerra de los 10 Años 1868-1878) a causa de la poca asistencia médica por falta de profesionaes de la salud, se llegó a un acuerdo con el gobierno de Pakistán, enviando éste un grupo de jóvenes, que actualmente se encuentran realizando sus estudios de medicina en la isla del Caribe.

### Misiones
El sistema de salud cubano, reconocido por la calidad de sus servicios médicos, ha enfocado gran parte de su estrategia en la exportación de profesionales de salud a través de misiones médicas internacionales. Estas misiones han permitido a Cuba establecer una presencia médica en diversas regiones del mundo, especialmente en áreas con deficiencias de salud. Durante la pandemia de COVID-19, se desplegaron brigadas médicas a 41 territorios, incluyendo naciones de América Latina, el Caribe, África y Europa. Históricamente, estos profesionales han realizado millones de operaciones y han tenido un impacto considerable en la salud global.
Sin embargo, las misiones médicas también han enfrentado críticas y controversias. Hay testimonios de profesionales que indican violaciones de derechos humanos durante su participación en estas misiones en diversos países. Estos testimonios reflejan preocupaciones sobre limitaciones en libertades fundamentales y la posible instrumentalización de estos médicos para fines políticos y propagandísticos. A pesar de que el salario en estas misiones es superior al que podrían obtener en Cuba, una parte considerable es retenida por el gobierno cubano.
A nivel doméstico, el sistema de salud cubano ha enfrentado desafíos, particularmente durante la pandemia. La escasez de medicamentos y otros recursos esenciales ha sido un problema recurrente, a pesar de los esfuerzos de Cuba por desarrollar sus propias vacunas contra el COVID-19. Además, existe una notable disparidad entre el servicio médico ofrecido a los ciudadanos cubanos y el "turismo de salud" destinado a extranjeros, siendo este último de mayor calidad y con mejor reputación internacional.
El financiamiento y la distribución de recursos también plantean interrogantes sobre las prioridades gubernamentales. A pesar de los ingresos generados por las misiones médicas, solo se destinó el 0,8% del presupuesto nacional a la salud pública en el primer semestre de 2021, en comparación con un 45,5% enfocado en el turismo internacional y otras actividades empresariales.
En la actualidad el país cuenta con médicos en misiones permanentes o semipermanentes en:
- América Latina
  - Todos los países del ALBA.
  - Guatemala
  - Haití
  - Uruguay (Hospital José Martí)[47]

- África
  - Argelia
  - Angola
  - Gambia
  - Guinea-Bissau
  - Namibia
  - Sudáfrica
  - Cabo Verde

- Oceanía
  - Kiribati
  - Timor Leste

## Estudios
Es habitual la llegada de estudiantes de América Latina a estudiar Medicina en Cuba, de hecho se han firmado acuerdos para cambiar estudios por alimentos. Además, sumado a los estudiantes que cursan estudios en la Escuela Latinoamericana de Medicina, que son 10.054, daría un total de 21.480 estudiantes de medicina extranjeros de más de 30 países. Hacia octubre de 2008, Cuba batió un récord histórico formando médicos, matriculándose 200.000 alumnos nacionales y extranjeros.

## Situación actual
Debido a la crisis económica, a partir de 1999 se está llevando a cabo una reforma del sector, en medio de una cierta polémica: si bien el gobierno sostiene que todo cubano tiene acceso a médicos, enfermeras, especialistas y medicinas, estas últimas se vieron escasas, numerosas firmas que tradicionalmente habían vendido equipos médicos o sus componentes a Cuba suspendieron sus operaciones por denegar el Departamento del Tesoro de los Estados Unidos las licencias de exportación, por ser subsidiarias de alguna transnacional norteamericana o por contar los equipos con componentes de fabricación de dicho país. Esto, en parte, provocó una insuficiencia de medicamentos y de materias primas para la industria farmacéutica, y la no renovación de equipos médicos. Lo que provocó inversiones aún mayores en el sector por lo que hoy el país importa menos del 20% de las medicinas que consume, y produce varios equipos médicos, el resto lo importa de corporaciones europeas como Philips o Siemens. Entre los productos propios, figuran: 
- Interferón: es uno de los solo seis países del mundo que lo producen y se cambian al mudo.
- Factor de crecimiento epidérmico: crema cicatrizante contra las quemaduras.
- Vacuna contra la hepatitis B.
- Vacuna antimeningocócica tipo B (único país productor).
- Estreptoquinasa recombinante, un medicamento de acción contra el infarto del miocardio.
- También se elaboran medicamentos contra los tromboembolismos, problemas en el sistema inmunitario, hipertensión, colesterol y algunas formas de cáncer.
- Vacuna Pentavalente: es además de Francia el único país que la produce.
- Citoprot P: medicamento que es capaz de curar las úlceras del pie diabético.
- PPG (derivado de la caña de azúcar) usado para la hipercolesteronemia.